# Овиллар-сюр-Сон
Овилла́р-сюр-Сон (фр. Auvillars-sur-Saône) — коммуна во Франции, находится в регионе Бургундия. Департамент коммуны — Кот-д’Ор. Входит в состав кантона Сёр. Округ коммуны — Бон.
Код INSEE коммуны — 21035.

## Население
Население коммуны на 2010 год составляло 308 человек.
| 1962 | 1968 | 1975 | 1982 | 1990 | 1999 | 2010 |
| ---- | ---- | ---- | ---- | ---- | ---- | ---- |
| 211  | 201  | 174  | 180  | 215  | 212  | 308  |

## Экономика
В 2010 году среди 201 человека трудоспособного возраста (15—64 лет) 159 были экономически активными, 42 — неактивными (показатель активности — 79,1 %, в 1999 году было 70,4 %). Из 159 активных жителей работали 150 человек (79 мужчин и 71 женщина), безработных было 9 (7 мужчин и 2 женщины). Среди 42 неактивных 15 человек были учениками или студентами, 13 — пенсионерами, 14 были неактивными по другим причинам.